# Otto Bongartz
Peter Otto Bongartz (* 18. Juli 1895 in Aachen; † 21. Mai 1970 in Köln) war ein deutscher Architekt.

## Leben

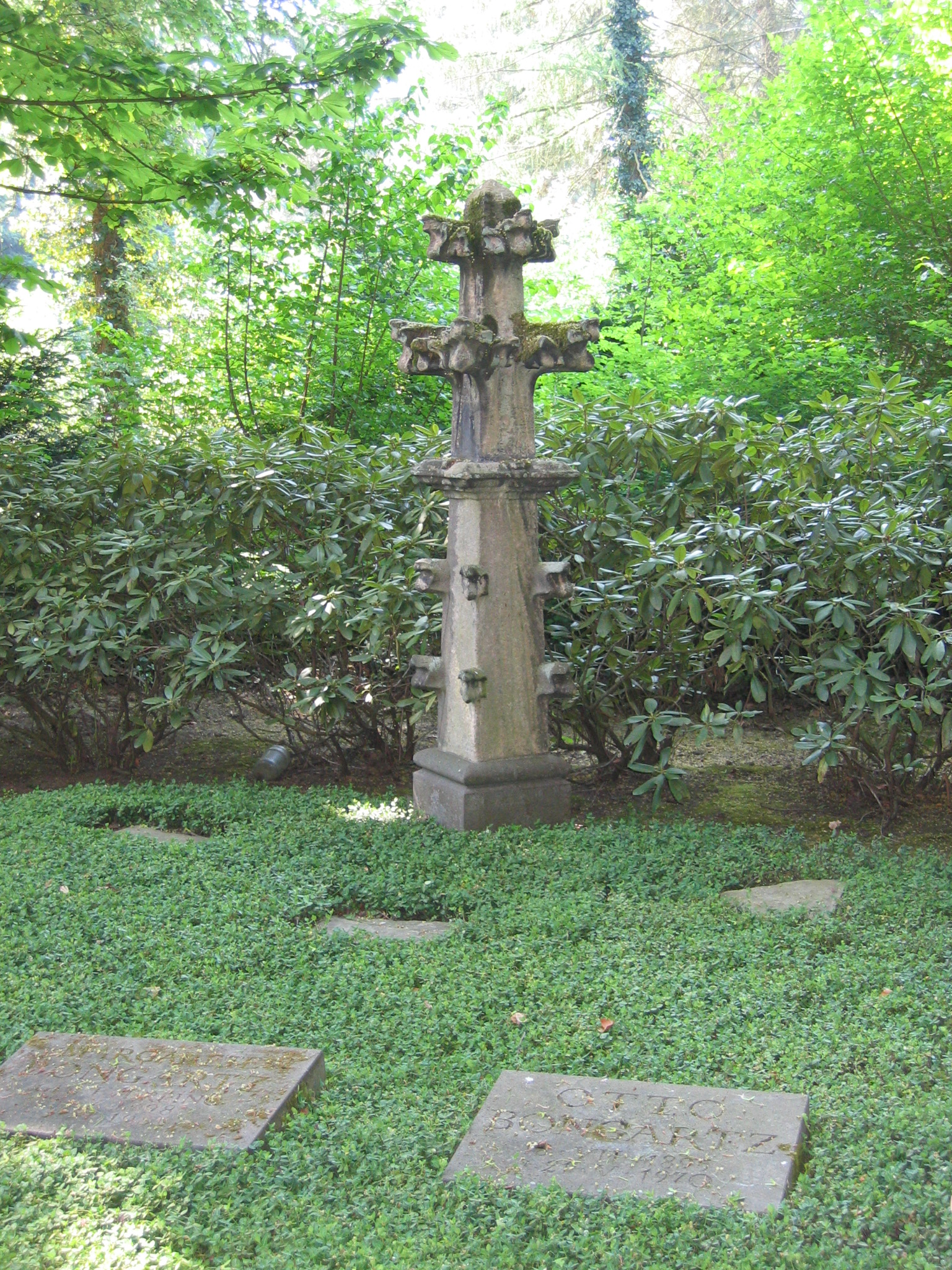
Grab der Familie Bongartz

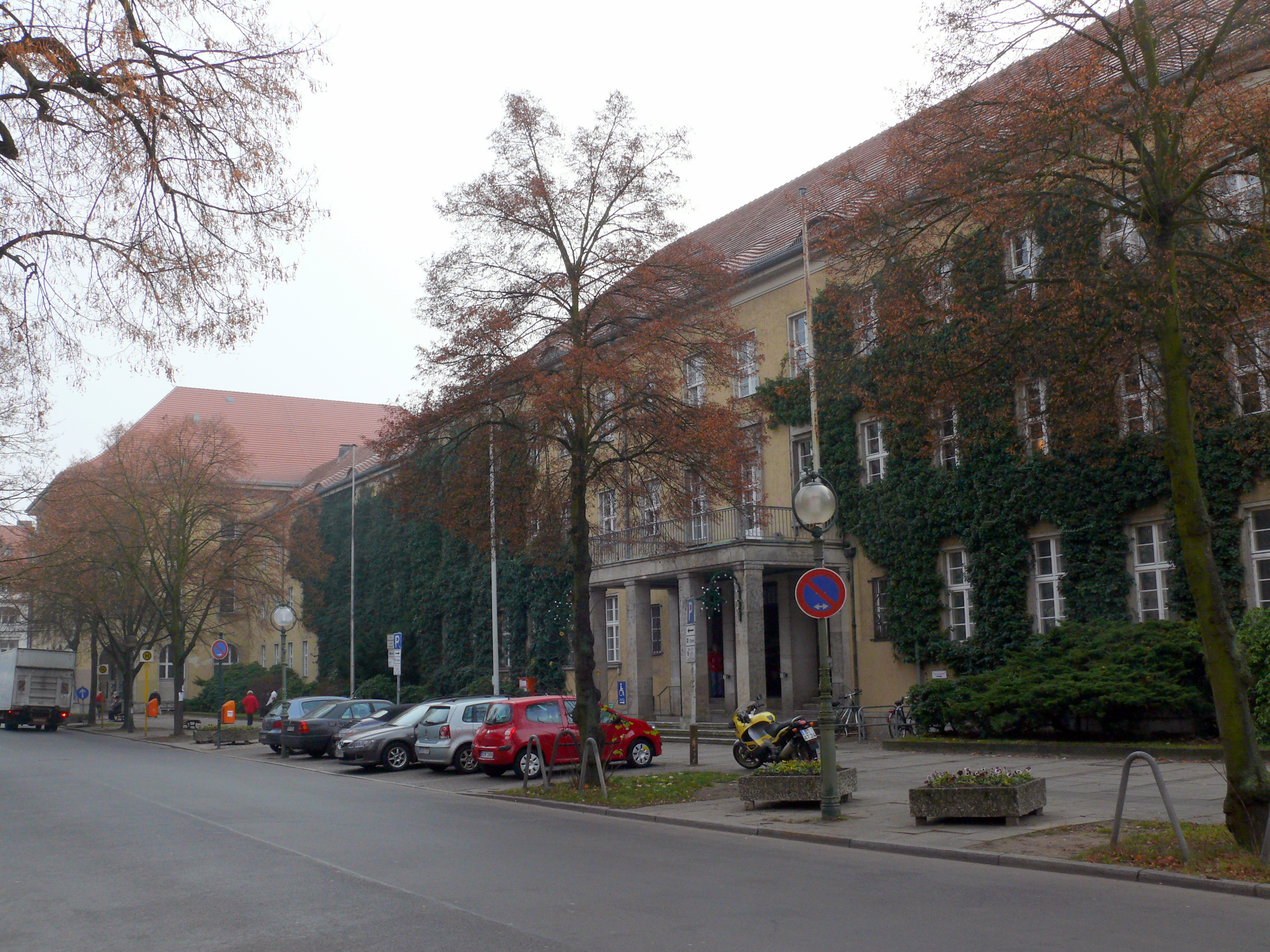
Rathaus Zehlendorf (Berlin, 1926 – 1929) mit Eduard Jobst Siedler

Otto Bongartz studierte nach dem Ersten Weltkrieg an der Technischen Hochschule Aachen und absolvierte anschließend (1921–1923) das Referendariat als Vorbereitung für eine Tätigkeit im öffentlichen Bauwesen. Parallel dazu arbeitete er 1921–1922 im Büro von Hans Sturm in Aachen, dann 1922 bei August Biebricher in Krefeld. 1923–1925 war Bongartz Mitarbeiter bei Eduard Jobst Siedler in Berlin; gemeinsam errichteten sie von 1926 bis 1929 den Neubau des Rathauses Zehlendorf (Berlin).
1925 ging Bongartz nach Köln, um unter dem neu berufenen Stadtbaudirektor Adolf Abel im Hochbauamt der Stadt zu arbeiten; 1935–1948 war er selbst Leiter dieses Amtes. 1948 machte sich Bongartz mit einem eigenen Büro selbständig; er wirkte u. a. beim Wiederaufbau vieler kriegsbeschädigter Kirchen im Erzbistum Köln, seine Kirchenneubauten der Nachkriegszeit zeigen die Handschrift eines eher konservativen Architekten.
Bongartz war seit 1926 mit Margarete Susanne Helene Everling verheiratet. Er verstarb 1970 im Alter von 74 Jahren und wurde im Familiengrab auf dem Kölner Südfriedhof (Flur 32) beerdigt. Auf der Grabstätte befindet sich eine Kreuzblume.

## Bauten (Auswahl)

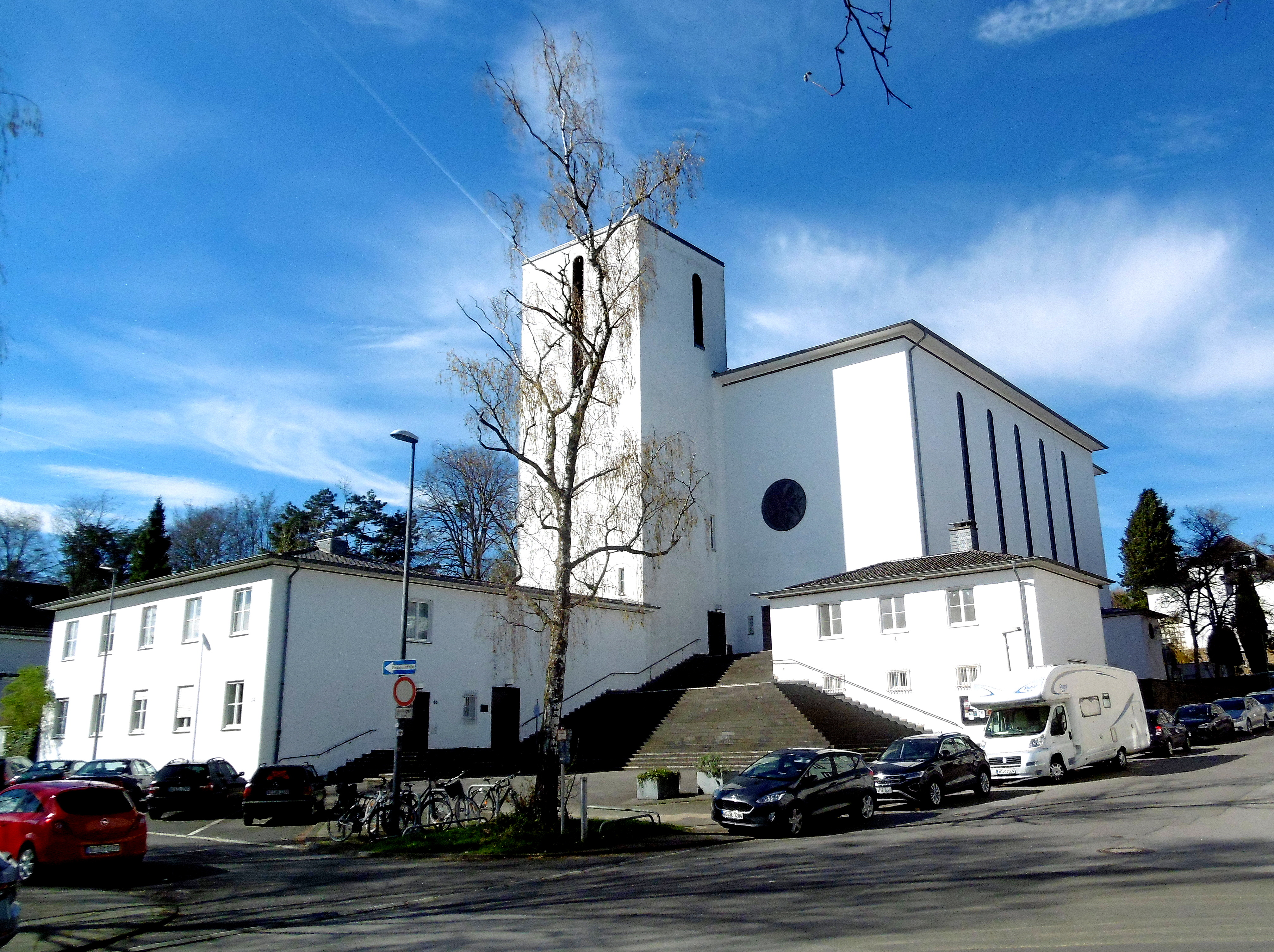
Heilig-Geist-Kirche in Aachen

- 1926 – 1929: Rathaus Zehlendorf (Berlin)  mit Eduard Jobst Siedler
- 1929–1930: Neubau der katholischen Kirche Heilig Geist in Aachen
- 1945 (Planung) / 1950–1951: Neubau der katholischen Kirche St. Albertus Magnus in Köln-Kriel
- 1945–1949: Wiederaufbau der katholischen Kirche St. Silvester in Erle
- 1948–1955: Wiederaufbau der katholischen Kirche St. Joseph in Köln-Ehrenfeld
- 1949–1950: Neubau der katholischen Kirche St. Servatius in Bonn-Friesdorf
- 1950–1951: Wiederaufbau mit Erweiterung der katholischen Kirche St. Vincentius in Dinslaken
- 1952: Neubau der katholischen Kirche St. Agatha in Dorsten[4]

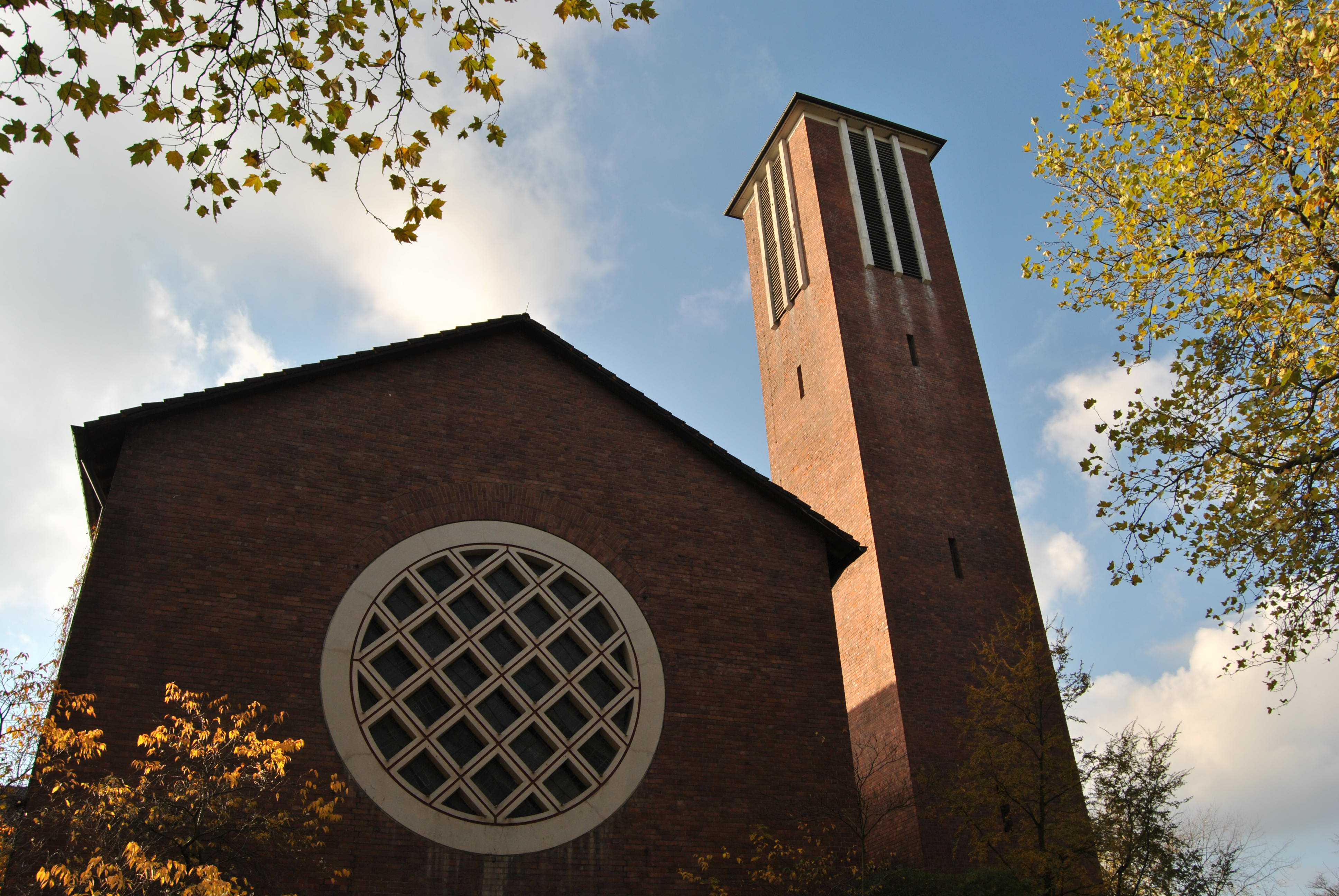
St. Martin, Duisburg-Neumühl (1956–2012)

- St. Martin, Duisburg-Neumühl (1956–2012)1955–1956: Neubau der katholischen Kirche St. Martin in Duisburg-Neumühl (seit 1998 denkmalgeschützt, 2012 abgerissen)
- 1960–1962: Neubau der katholischen Kirche Heilig Geist in Bachem (Frechen)